# Fernando Gutiérrez Barrios, Tihuatlán
Fernando Gutiérrez Barrios är en ort i Mexiko.   Den ligger i kommunen Tihuatlán och delstaten Veracruz, i den sydöstra delen av landet, 220 km nordost om huvudstaden Mexico City. Fernando Gutiérrez Barrios ligger 84 meter över havet och antalet invånare är 228.
Terrängen runt Fernando Gutiérrez Barrios är platt. Runt Fernando Gutiérrez Barrios är det ganska tätbefolkat, med 179 invånare per kvadratkilometer. Närmaste större samhälle är Poza Rica de Hidalgo, 20,0 km söder om Fernando Gutiérrez Barrios. Trakten runt Fernando Gutiérrez Barrios består till största delen av jordbruksmark.